# Перга (річка)
Перга́ — річка в Україні, у межах Звягельського та Коростенського районів Житомирської області. Права притока Уборті (басейн Прип'яті).
Витоки розташовані поблизу села Кривотина, тече територією Поліської низовини спочатку на північний захід, від села Рудні-Радовельської — на північ, перед селом Замисловичами — на північний схід, далі знову на північний захід. Впадає в Уборть біля села Перги.
Довжина річки 67 км, площа басейну 633 км². Долина невиразна, завширшки до 3 км, завглибшки 5 м. Заплава завширшки 200 м, у верхній та середній течії заболочена. Річище завширшки до 8 м. Похил річки 0,64 м/км. Басейн Перги має значну лісистість (бл. 150 км²). Річище упродовж 8 км розчищене і випрямлене. Є понад 20 ставків; рибництво.
Основні притоки: Пержанка, Рокитна (праві).